# 浅野晋康
浅野 晋康（あさの ゆきやす、1977年12月21日 - ）は、ノックアウトに所属する日本の 映画監督、劇作家、演出家。岐阜県大垣市出身。

## 来歴
東京ビジュアルアーツを卒業後、自主制作映画を中心に活動。2006年、山形国際ムービーフェスティバルスカラシップ作品として、 自身初の劇場用長編映画「A DAY IN THE LIFE」を監督。2009年には、文化庁委託事業「若手映画作家育成プロジェクト」であるndjc2009に選出され、35mmフィルム短編映画「きみは僕の未来」を監督。
2019年、長編監督作品『くらやみ祭りの小川さん』では、府中市で全編ロケを敢行した。

## 作品

### 映画
- 新しい予感（監督・脚本／2002年）
  - 第26回 ぴあフィルムフェスティバル PFFアワード2004入選
- オムニバス映画 「be found dead」第2話（監督・脚本／2004年）
- Catchball With ニコル」（監督・共同脚本／2005年）
  - 第1回 山形国際ムービーフェスティバル2005にてフィクション賞受賞
  - 第2回　CO2シネアストオーガニゼーション大阪エキシビションにて奨励賞&主演男優賞受賞
  - SKIPシティ国際Dシネマ映画祭2006短篇映画部門にて審査員特別賞受賞
  - 第28回 ぴあフィルムフェスティバルPFFアワード2006にて入選
- A DAY IN THE LIFE（監督・共同脚本／2006年）
  - 第1回 山形国際ムービーフェスティバル2005スカラシップ作品
- 夏をみていた午後（監督・脚本／2007年）＜フリーCD-Rマガジン「CINRA MAGAZINE vol.15」に収録＞
- 短編.jpルーキーズ第3弾「キッスがしたい」（監督・脚本／2008年）
- ndjc作品「きみは僕の未来」（監督・脚本／2009年）
  - 韓国アシアナ国際短編映画祭にて上映（2010年）
- ネムリバ本店（原案／2010年）（監督：園田新）
- 青春Ｈ「いかれたベイベー」（監督・脚本／2013年）
- セブンティーン（監督・脚本／2015年）
- 一礼して、キス（脚本／2017年）
- くらやみ祭の小川さん（監督／2019年）

### 舞台
- オールツーステップスクール#01リップ・ヴァン・ウィンクル」作・演出、六本木旧三河台中学校体育館、2003年
- オールツーステップスクール#02「キャンプ前」作・演出、渋谷ギャラリー・ルデコ、2004年
- オールツーステップスクール#03「メイキング・オブ・チェーンソー大虐殺」作・演出、こまばアゴラ劇場／2005年
- オールツーステップスクール#04「ラブストリームス・ノートブック」作・演出、三鷹市芸術文化センター・星のホール／2005年
  - Mitaka "Next"Selection.6th 参加作品
- プリセタ第9回公演「モナコ」共同脚本、下北沢・駅前劇場、2007年
- 夏休みウルトラ計画vol.1「アメリカに行く」作・演出、新宿・ゴールデン街劇場、2008年
- プリセタ第10回記念公演「ランナウェイ」共同脚本、下北沢・駅前劇場、2008年
- プリセタ第11回公演「モノガタリ　デ　アムール」作、2009年
- エマニュエル第1回公演「甘い記憶」作・演出、下北沢シアター711、2012年
- エマニュエル第2回公演「1995年のサマー・アンセム」作・演出、シアター711、2013年
- エマニュエルの作戦会議「あの娘のランジェリー」作・演出、本多劇場、2016年
- エマニュエル第3回公演「恋愛と余韻」作・演出、2017年

### その他
- 遊園地再生事業団#14「トーキョーボディ」（映像スタッフ／2003年）＊演出：宮沢章夫
- 遊園地再生事業団＋ニブロール#15「トーキョー／不在／ハムレット」（映像スタッフ／2005年）＊演出：宮沢章夫
- ボーイ・ミーツ・プサン（脚本協力／2006年）監督：武正晴
- ネムリバ（原案／2010年）＊監督：園田新
  - 第3回シネマプロットコンペティション準グランプリ受賞
- ジンクス!!!（メイキング／2013年）＊監督：熊澤尚人
- T-ARA「記憶～君がくれた道標～（メイキング映像版）」（MV／2013年）